# Mercedes-Benz W 157
La Mercedes-Benz W 157 (Mercedes-Benz 600 K courte) est un prototype d'une grande voiture de sport conçue par Daimler-Benz en 1941 et 1942. Peu avant la Seconde Guerre mondiale, l'entreprise réfléchissait à une grosse voiture équipée d'un moteur douze cylindres. Dès 1937, il existait la Type 540 K équipée d'un moteur V12. En 1941 et 1942, divers prototypes furent construits, destinés à succéder à la Type 580 K.
Une berline sport quatre places, un coupé, un roadster et des cabriolets A, B et C (deux portes) étaient destinés à servir de carrosserie à cette élégante voiture de sport avec un empattement de 3 280 mm ou 3 415 mm. Cependant, seules 12 voitures d'essai ont été réellement construites. Son moteur V12 suralimenté avait une cylindrée de 6 020 cm3 et développait 155 ch (114 kW) à 3 600 tr/min sans le compresseur Roots commutable et 240 ch (176 kW) avec le compresseur. Il faisait accélérer le vehicule jusqu'à 190 km/h.
En outre, 12 autres prototypes d'une grande berline ou d'un grand cabriolet ont été créés, appelés «Mercedes-Benz 600 V» (sans compresseur) ou «Mercedes-Benz 600 K» (avec compresseur), et elles ont reçu le numéro de modèle W 148.
Adolf Hitler, qui a refusé de reprendre deux des véhicules douze cylindres en tant que véhicules officiels, a interdit le développement ultérieur des voitures de luxe parce qu'il ne les considérait plus comme actuelles.